# أسباراجينيز
أسباراجينيز (بالإنجليزية: Asparaginase)‏ هو إنزيم يستخدم في الأدوية وصناعة الطعام. من حيث استخدامه كدواء، فهو يستخدم لعلاج سرطان ابيضاض الدم الأرومي الليمفاوي الحاد، وسرطان ابيضاض الدم الحاد المتعلق بالنخاع الشوكي وأيضاً لعلاج لمفومة اللاهودجكينية. كما يتم إعطاؤه عبر حقنه في الوريد، أو العضل، أو تحت الجلد. ومن حيث استخدامه في صناعة الطعام فإنه يستخدم لتقليل الأكريلامايد.
تشمل تأثيراته الجانبية الأكثر شهرة عند إعطائه عبر الحقن: تفاعلات تحسسية، التهاب في البنكرياس، مشاكل في تخثر الدم، ارتفاع مستوى السكر في الدم، مشاكل في الكلى كما يتسبب باختلال وظيفي في الكبد. من حيث استخدامه أثناء الحمل فإنه قد يؤذي الطفل. كما ان استخدامه في الطعام فهو بشكل عام يعد آمناً.
يعمل أسباراجينيز من خلال تحطيم الأحماض الأمينية المعروفة باسم «اسباراجين»، التي من دونها لا تستطيع الخلايا السرطانية صناعة المادة الوراثية.
تم التصريح بالاستخدام الطبي للأسباراجينيز في الولايات المتحدة عام 1978. كما يُعدّ أحد الأدوية الموجودة ضمن قائمة الأدوية الأساسية النموذجية لمنظمة الصحة العالمية، والتي تتضمن الأدوية الأكثر فعالية وأماناً وضرورية في النظام الصحي. تبلغ تكلفة بيع الجملة في دول العالم المتقدم تقريباً 42.00 دولار أميركي لكل 10000 وحدة عالمية من الأمبولات. حيث تبلغ تكلفة هذه الكمية في بريطانيا 613.00 جنيه استرليني. بالإضافة لأنه يتم عادةً تصنيعه عبر بكتيريا إشيريشيا كولاي أو إروينيا كريسانثيمي.

## الاستخدامات
يمكن استخدام أسباراجينيز لعدة أهداف مختلفة صناعية وصيدلانية.

### الطبي
يعد المصدر الرئيسي للأسباراجينيز الطبي هو سلالات الأي. كولاي. من التراكيب ذات العلامات التجارية والمتوافرة عام 1998 (بخصائص كيميائية وصيدلانية مختلفة) تشمل «أسباراجينيز ميداك»، سيدروليس وايضاً اونكاسبار.(تم ايقاف الكراسنيتين). بالإضافة بسكتريلا؛ أسباراجينيز إي كولاي الجديد المأشوب.
يتم إنتاج أسباراجينيز باستخدام اروينيا كريسانثيمي المعروفة عوضاً عن ذلك ب«كريسانتاسبيس» كما انه متوفر في بريطانيا تحت الاسم التجاري«أروينيس».
أحد منتجات الاي كولاي أسباراجينيز المسّوقة تحت الاسم التجاري «إيلسبار» المستخدم لعلاج ابيضاض الدم الارومي الليمفاوي الحاد يستخدم أيضاً في بعض بروتوكولات علاج ورم الخلايا البدنية.
إضافة لما سبق فإن الأسباراجينيز بالاختلاف عن باقي أدوية علاج السرطان يمكن اعطاؤه حقنة داخل العضل، تحت الجلد، داخل الوريد دون الخوف من حدوث تهيج نسيجي.

### صناعة الطعام
أشهر استخدام للأسباراجينيز هو كمساعد معالجة في صناعة الطعام. وفي هذا الاستخدام فإنه يتم تسويقه تحت أسماء تجارية مثل «اكريلاواي» و«بريفنتيس» بحيث يستخدم الأسباراجينيز كمساعد معالجة في تقليل تكوّن الاكريلامايد (الذي يعد مسبب محتمل لحدوث السرطان) في منتجات الطعام النشوية مثل: البسكويت والوجبات الخفيفة.
الاثار الجانبية
إن من أهم الاثار الجانبية هي التفاعلات التحسسية، كما أن هناك احتمال للعوار (فرط الحساسية لمفعول بروتين غريب سبق إدخاله إلى الجسم بالحقن) بالإضافة يمكن أن يصاحبه اعتلال خثري لكونه يقلل تصنيع البروتين المتضمن تصنيع عوامل التخثر (مثال: انخفاض كبير في الفايبرونيجين) كما يتضمن عوامل موانع التخثر (عموماً مضاد ثرومبين 3 وأحياناً بروتين سي واس كذلك) مما يؤدي للنزيف أو التخثر مثل السكتة الدماغية. يغد كذلك تثبيط نخاع العظم شائعاً لكن فقط من معتدل إلى متوسط. كما نادراً ما يصل إلى أهمية سريرية تتطلب بشكل نادر عواقب علاجية.
كما أنه من الآثار الجانبية الشائعة الأخرى: التهاب في البنكرياس.

## آلية العمل
يعمل على تحلل الأسباراجين إلى حمض الأسبارتيك والأمونياء، مما يؤدي إلى انخفاض تركيز الأسباراجين خارج البلازما. نقص الأسباراجين يؤدي إلى موت الخلايا السرطانية التي تعتمد على الأسباراجين من الأحماض الأمينية خارج الخلاياء من أجل استقلاب البروتين والأنقسام الخلوي.

## كمساعد معالجة طعام
عادة يتكون الأكريلامايد في طبخ الأطعمة النشوية. يدخل الحمض الأميني الإسباراجين (الموجود طبيعياً بالاطعمة النشوية) خلال التسخين في عملية تسمى «تفاعل مايلارد» التي تعد مسؤولة عن إعطاء الطعام المخبوز أو المقلي لونه البني، والقرمشة، بالإضافة لنكهة التوست. إن مسببات السرطان المحتملة مثل الاكريلامايد وبعض الأمنيات متغايرة الحلقات تنتج أيضاً في تفاعل مايلارد. يتحول الاسباراجين عند إضافة إنزيم الأسباراجينيز قبل الخبز أو قلي الطعام إلى حمض اميني شائع آخر هو 'اسبارتك اسيد' و'امونيوم'. في المحصلة ان الاسباراجين لا يستطيع أن يشارك في تفاعل مايلارد وبالتالي ينخفض بشكل ملحوظ تكوّن الاكريلامايد. يعد التخلص من الاكريلامايد بشكل كامل على الارجح غير ممكن بسبب وجود طرق أخرى ثانوية لتكونه لا تعتمد على الاسباراجين.
ان الأسباراجينيز كمساعد معالجة طعام يستطيع بشكل فعال تقليل مستوى الاكريلامايد إلى حد يصل 90% في عدة أطعمة نشوية دون حدوث تغيير في الطعم والمظهر في المنتج النهائي.

### كدواء
الأساس المنطقي لاستخدام الأسباراجينيز هو الحصول على إيجابية كون خلايا ابيضاض الدم الأرومي الليمفاوي وبعض الخلايا السرطانية الأخرى المحتملة في الحقيقة غير قادرة على تصنيع الحمض الأميني غير الضروري الإسباراجين بينما الخلايا الطبيعية قادرة على تصنيع الاسباراجين الخاص بها بالتالي تتطلب خلايا السرطان الابيضاضي كميات كبيرة من الاسباراجين. تعتمد هذه الخلايا السرطانية السابقة على الاسباراجين المنتشر في الدم. بالرغم من ذلك يحفز الأسباراجينيز على تحويل ل-اسباراجين إلى اسبارتك أسيد وأمونيا. يعمل هذا على خفض الاسباراجين المنتشر في الدم للخلايا السرطانية تلك مما يؤدي إلى موت الخلايا.

## التنظيم الإنزيمي
يمكن أن يستخدم هذا البروتين نموذج المورفين في التنظيم التفارغي.

## التاريخ
يمثل هذا الاكتشاف والتطور في الأسباراجينيز كدواء مضاد للسرطان بدأ في 1953 عندما شاهد العلماء لأول مرة أن اللمفومة في الجرذان والفئران تراجعت بعد المعالجة ب«جونيا بيج سيرم»، تم الاكتشاف لاحقاً أنه ليس السيرم بذاته هو من يقوم بعمل تراجع في السرطان لكن على الاصح أنه الأسباراجينيز.
بعد أن قام العلماء بمقارنة أنواع مختلفة من الأسباراجينيز وجدوا أن النوع المشتق من اشيريشيا كولاي وإروينيا كريسانثيمي هو من لديه أفضل قدرة على كونه مضاد للسرطان. بذلك أصبحت بكتيريا آي. كولاي المصدر الرئيسي للأسباراجينيز بسبب العامل الذي تقوم بإنتاجه بسهولة وبكميات كبيرة.

## الأسماء
كريسنتاسبيز هو اسم بريطاني موافق عليه للأسباراجينيز يتم الحصول عليه من إروينيا كريسانثيمي. أيضاً  كولاسبيز هو ال«بان» من الأسباراجينيز ويتم الحصول عليه من إشيريشيا كولاي. قد أقرت الولايات المتحدة الأميركية اسم كريسانتابير الذي هو أسباراجينيز من الاروينيا كريسانثيمي. وإلسبار، كيدروليز، ليونيز، وسبكتريلا هي أسماء العلامات التجارية لكولاسبيز بينما إروينيز وإروينيس هم أسماء العلامات التجارية لكريسانتاسبيز. يسمى التحويل البيجلاتيدي من الكولاسبيز بيجاسبارجيز. كما أن  الأونكاسبار هو اسم العلامة التجارية لبيجاسبارجيز.

## روابط خارجية
- Eukaryotic Linear Motif resource motif class CLV_TASPASE1
- Asparaginase في المكتبة الوطنية الأمريكية للطب نظام فهرسة المواضيع الطبية (MeSH).

- Crisantaspase information from Macmillan Cancer Support
- U.S. NLM, NIH Drug Information Portal - Asparaginase